# Enseignement secondaire au Bénin
Pour les articles homonymes, voir Baccalauréat et Bac.
L'éducation secondaire au Bénin est composée du premier cycle regroupant les classes de la sixième en troisième, et du second cycle (seconde-première-terminale). Ainsi, les apprenants de terminale, en fin de second cycle sont soumis  à l'examen du baccalauréat (bac) correspondant au premier diplôme universitaire, à travers des compositions nationales d'épreuves écrites, orales, sportives et/ou facultatives sous condition d'obtenir une moyenne supérieure ou égale à 10/20.

## Classification
Le Bénin dispose de trois types de bac dont la gestion est sous la responsabilité de la Direction de l'Office du Baccalauréat (DOB),,.

### Baccalauréat scientifique
Le bac scientifique met en avant les séries C (Sciences et Mathématiques) et D (Biologie et Géologie). Il évalue les connaissances des apprenants dans les matières écrites notamment les mathématiques Mathématiques, le Français, les Sciences de la Vie et de la Terre (SVT), les Sciences Physiques, Chimie et Technologie (PCT), la Philosophie, l'Histoire-Géographie (Hist-Géo), la , sans oublier les matières orales (langues) et facultatives (art, musique, langues...), ainsi que l'EPS. On distingue plusieurs spécialités associées dont la médecine, la robotique, l'informatique, la mécanique, les sciences appliquées, l'architecture, l'ingénierie, et bien d'autres.

### Baccalauréat Littéraire
Le bac littéraire concerne les séries A1, A2 et B et se concentrent sur les lettres, les sciences humaines et sociales,. En effet, il regroupe les matières telles que: la philosophie, l'histoire-géographie, l'économie , les langues vivantes (espagnol, allemand, l' Anglais..) et surtout le Français,. À  l'université, les personnes titulaires de ce bac ont le choix des débouchées suivants: les lettres modernes, la Psychologie, le droit, les sciences politiques et géographiques, l'Art, l'Histoire, la Géographie, la linguistique, la communication, les langues...

### Baccalauréat technique et commercial
Les séries G1 (Techniques Administratives), G2 (Techniques Quantitatives de Gestion) et  G3 (Techniques Commerciales) sont désignées comme étant des séries commerciales. Par contre les séries E (Mathématiques et Techniques), F1 (Construction Mécanique), F2 (Electronique), F3 (Electrotechnique), F4 (Génie Civil), HR (Hôtellerie Restauration), MIA (Maintenance et Informatique, Appliquée, Eau et Assainissement (EA) sont classées dans les filières techniques. Ainsi, le diplôme de technicien (DT), un équivalant du Bac, est obtenu à la fin du cursus secondaire. Le DT est très prisé dans la mesure d'obtenir une satisfaction des besoins du marché de l’emploi au Bénin. Les options du DT sont multiples : sciences et techniques industrielles, froid et climatisation, bâtiments et travaux publics, mode, production multimédia, comptabilité, restauration, hôtellerie et bien d'autres.

## Mentions
Les mentions ne concernent que les candidats ayant obtenu une moyenne supérieure ou égale à 10 après la 2e délibération.
- Mention «Passable» : moyenne comprise entre 10,00/20 et 11.99/20[11];
- Mention «Assez-Bien» : moyenne comprise entre 12,00/20 et 13.99/20;
- Mention «Bien» : moyenne comprise entre 14,00/20 et 15.99/20;
- Mention «Très-Bien» : moyenne comprise entre 16,00/20 et plus[12].

## Récapitulatif
| Baccaulauréat              | Séries |
| -------------------------- | --- |
| Baccalauréat scientifique  | C (Sciences et Techniques) D (Biologie-Géologie) E (Sciences Mathématiques-Techniques) F1 (Construction mécanique) F2 (Électronique) F3 (Électrotechnique) F4 (Génie civil) G1 (Techniques administratives) G2 (Techniques quantitatives de gestion) G3 (Techniques commerciales) |
| Baccalauréat littéraire    | A1 (Lettres-langues) A2 (Lettres-Sciences humaines) B (Lettres-Sciences sociales) |
| Diplôme de Technicien (DT) | - Sciences et techniques industrielles - Mécanique automobile - Sciences et techniques industrielles, - Élément de la liste à puces, - Opérateur géomètre, - Froid et climatisation, - Fabrication mécanique, - Bâtiments et travaux publics, - Dessinateur projeteur en bâtiment, - Ouvrage en bois pour le bâtiment, - Installation et maintenance en informatique, - Construction d’équipements mécano-soudés, - Électrotechnique, - Métiers de la mode-vêtements, - Producteur Multimédia, - Développeur web et mobile, - Électronique appliquée, - Comptable-mercaticien , - Enseignement familial et social, - Hôtellerie-Restauration, - Art, - Textile |
| Eau et assainissement      | Sciences techniques et Industrielles |